# 七海鷹豪
《七海鷹豪》（日語：エル・アルコン-鷹-）是青池保子創作的日本漫画作品。將《別冊Seventeen》1977年至1978年期間連載的「七海星空」、「七海鷹豪」「暴風雨」三部作品組成的系列總稱。2007年由宝塚歌舞劇團改編成舞台劇作品。
由本作開始，青池作品由典型的少女漫畫脫離，變化為「硬派的男人的世界」為主，為同時開始連載的「浪漫英雄」的方向起了極大的影響。此外因為「想把泰利安畫的更好」這個理由，作者更加注重人體比例等正確性的描繪，從此開始畫風有了非常大的變化。

## 劇情簡介
十六世紀後半，在伊麗莎白一世統治之下的英國為舞台的海洋冒險作品，描寫海盜「雷德船長」盧米納斯‧雷德‧貝尼迪克特與英國海軍將校泰利安‧帕西蒙之間的對立。
「盧米納斯=善」「泰利安=惡」為主軸，連載之初是為當時的少女漫畫常有的「主角是正義的一方，最後是快樂的結局」類型的作品，但因為作者青池保子自己相當中意泰利安這個敵方角色的關係，後來將泰利安的戲份加重，在「七海星空」連載完結之後，又另外畫了以泰利安為主角的衍生作品「七海鷹豪」及「暴風雨」，前者為泰利安出生起到成為海軍上校的故事，後者則是與法國女海盜的對抗及泰利安與盧米納斯認識的故事。

## 登場人物

### 主要登場人物
泰利安·帕西蒙（Tyrian Persimmon）
英國海軍將校。因為建功無數而在極短的時間內不斷昇進，24歲時就當上了上校。有著西班牙貴族出身的母親之故，內心自認為是西班牙人，與跟英國敵對之西班牙勾結的賣國賊。抱持著總有一天要回歸西班牙而稱霸世界海洋的野心，為此只要是阻擋在他之前的任何事物都可以予以抹殺的冷酷無情之人。在三個作品中皆有登場。
被稱為擁有「黑髮虐待狂眼」系的青池作品角色的先驅，青池的代表作「浪漫英雄」的主角克勞斯·海因茲·豐·迪姆·耶貝魯巴哈在作品中雖然沒有明言，但設定為泰利安的子孫。耶貝魯巴哈家亦有名為「穿紫色衣服的男人」描繪泰利安的肖像畫流傳至今。
此條目採取台灣中文版官方翻譯，但實際上泰利安（ティリアン，Tyrian）應翻譯為「提里安」才符合原文發音。
盧米納斯‧雷德‧貝尼迪克特（雷德船長）（Luminous Red Benedict）
「七海星空」的主角，英國南方普利茅斯富商之子，於牛津大學法律系就讀的學生，在泰利安的陰謀下失去了雙親。在那之後就離開了學校，與學生時代的朋友們組成了海盜集團。某日在掠奪船隻時與泰利安再會，為了雙親之仇而與泰利安起了激烈的爭鬥。「七海星空」「暴風雨」篇中登場。
在「浪漫英雄」裡的另一個主角德利安‧雷德‧葛羅利亞伯爵是以其子孫之身分登場，作品中曾有「身為海盜的祖先被授與爵位」的發言。
尼可拉斯‧傑德（Nicolas Jade）
在泰利安的軍艦上擔任水手的青年。12歲時失去母親，為了養活自己而當上水手，最初是個懦弱而被其他人欺凌的少年。在泰利安最初赴任的「迷霧號」惹怒了艦長被責罰，受泰利安所救，從此成為泰利安跟班般的存在。與泰利安共同生活的同時受他影響也懷抱著一樣的野心，為泰利安之心腹。在作品時間軸中後期的作品「七海星空」時是以水手長的身份，連暗殺之類冷酷的命令也忠實的執行的手下的形象登場。三作品中皆有登場。
吉兒達‧拉曼紐（Gilda Lavanne）
「暴風雨」篇的敵方角色兼女主角。法國的海盜集團「布蘭舒‧法魯(Blanche Fleur，法文中的"白花"之意)」的女首領，繼承了法國貴族的血脈。因當作據點的島嶼的所有權征戰而導致父親被西班牙所殺，因此只襲擊西班牙船艦。與受英國及西班牙兩方之討伐命令的泰利安兩人互相對立。將在此之前討伐其之海軍全數擊退，擁有連泰利安都另眼相待之軍事頭腦。

### 「七海星空」的登場人物
茱麗葉‧格林伍德（Juliet Greenwood）
本作的女主角，多佛的名家格林伍德侯爵家的大小姐。憧憬著冒險故事的17歲少女。被引見給泰利安的繼父帕斯可成為正妻前往帕西蒙家的旅途上，受到海盜的襲擊而被盧米納斯所救，從此之後便與他同行。
布萊克船長（Captain Black）
在英國海盜間被稱為「影之大船長」的海盜首領。雖然擔負著討伐盧米納斯的任務，但在與其交戰後因為欣賞對方而成為盧米納斯的協力者。飼養著名叫林克斯的信鴿，藉由牠收集各地的情報。
帕斯可‧帕西蒙
泰利安的繼父。康沃爾郡郡長。將泰利安的母親依莎貝拉以正妻身份迎娶之後，在她死後想再娶茱麗葉取代其地位。擁有許多情婦。
愛德華‧寇爾薩克
普里茅斯的富商兼「寇爾薩克商會」的擁有者。為了泰利安的野心而受其指使進行暗地工作，並因此得到許多商業上的好處。另外他也是盧米納斯的父親格雷高里的商業對手，因格雷高里的沒落而成為普里茅斯第一大的商人。在三作裡皆有登場。
西格麗特‧席納
帕斯可的情婦兼寇爾薩克之妹。嫉妒心重，暗中調查泰利安的行動。也有在「七海鷹豪」中登場。
修爾貝利主教
普里茅斯的天主教會主教。與西班牙政府勾結，向泰利安傳達西班牙的指令。三作品皆有登場。

### 「七海鷹豪」的登場人物
貝妮洛芙‧蓋雷
泰利安的上司蓋雷德提督的女兒，叔叔則是樞密院議員，在這樣名門背景下個性有點驕縱。泰利安著眼於她的利用價值而玩弄她於股掌之間。
盧卡斯‧艾利特
陸軍騎兵隊長，軍階是少校。陸軍至上主義者，與泰利安初次見面時就互相以言語挑釁對方，進而相互敵對。懷疑泰利安與西班牙勾結而開始調查泰利安的底細。貝妮洛芙的青梅竹馬。
傑拉德‧培魯
西班牙海軍，年輕時代是被指派到英國的西班牙間諜，與小時候的泰利安及其母依莎貝拉很親近。影響泰利安成為海軍、進而抱持野心的人物。後來與泰利安在海上再會。
依莎貝拉
泰利安之母。有著英國父親及西班牙母親的混血兒。雖然嫁給律師艾德林頓生了泰利安，但為了泰利安在軍中的昇進而在丈夫死後與帕西蒙再婚。在作品中一直臥病在床。
愛德恩‧格雷姆
海軍中尉，泰利安士官學校時代的友人。貝妮洛芙的未婚夫。最初與泰利安相當友好，但因泰利安的快速升遷而嫉恨不已。
艾德林頓
泰利安之父，律師。懷疑泰利安是傑拉德的兒子而厭惡憎恨他，進而虐待他。
馬斯達茲、史考特
泰利安初次赴任的「迷霧號」的船員，後來成為泰利安私人部下。

## 出版書籍
《七海星空》、《七海鷹豪》的單行本皆發行全2冊。《七海鷹豪》單行本一併收錄「暴風雨」，2000年發行的文庫版內容不變。
七海星空
| 卷数 | 集英社        | 集英社             |
| 卷数 | 發售日期      | ISBN               |
| ---- | ------------- | ------------------ |
| 1    | 1977年8月10日 | ISBN 4-08-854073-5 |
| 2    | 1977年9月10日 | ISBN 4-08-854074-3 |

七海鷹豪
| 卷数 | 秋田書店       | 秋田書店               |
| 卷数 | 發售日期       | ISBN                   |
| ---- | -------------- | ---------------------- |
| 1    | 1978年12月19日 | ISBN 978-4-253-07135-2 |
| 2    | 1979年2月8日   | ISBN 978-4-253-07136-9 |

文庫版
| 標題     | 秋田書店      | 秋田書店               |
| 標題     | 發售日期      | ISBN                   |
| -------- | ------------- | ---------------------- |
| 七海星空 | 2000年3月10日 | ISBN 978-4-253-17556-2 |
| 七海鷹豪 | 2000年9月7日  | ISBN 978-4-253-17485-5 |

另外，《七海星空》於1986年發行精裝豪華版。《七海鷹豪》於2012年發行完全版，除了將三作完全收錄跟當時連載的彩頁，也收錄了作者與宝塚歌劇團的訪談紀錄。
- 七海星空 豪華版：1986年7月1日 ISBN 978-4-253-09968-4
- 七海鷹豪 完全版：2012年6月15日 ISBN 978-4-253-10264-3

## 舞台版
Grand Stage「七海鷹豪」（グラン･ステージ「エル･アルコン－鷹－」）為名，2007年11月2日-12月15日（寶塚大劇場）、2008年1月2日-2月11日（東京寶塚劇場）由寶塚歌劇團星組演出的舞台版。腳本、演出家為齋藤吉正。雖然正式名中有「青池保子原作『七海鷹豪』『七海星空』」的副標題存在，不過吉兒達‧拉曼紐以主角之一的身份登場，因此內容也包含「暴風雨」篇。
此劇於2020年11月20日〜11月28日於梅田藝術劇場由寶塚歌劇團星組再次演出

### 演員、製作人員
主要角色（2007-2008）
- 泰利安‧帕西蒙 - 安蘭けい
- 吉兒達‧拉曼紐 - 遠野あすか
- 盧米納斯‧雷德‧貝尼迪克特 - 柚希礼音

主要角色（2020）
- 泰利安‧帕西蒙 - 礼真琴
- 吉兒達‧拉曼紐 - 舞空瞳
- 盧米納斯‧雷德‧貝尼迪克特 - 愛月ひかる

主要工作人員
- 脚本・演出 - 齋藤吉正
- 音樂 - 寺嶋民哉、青木朝子